# Pichisermollia crenatopinnata
Pichisermollia crenatopinnata là một loài thực vật có mạch trong họ Polypodiaceae. Loài này được (C.B. Clarke) Fraser-Jenk. mô tả khoa học đầu tiên năm 2008.